# Списак врста убијања
Списак врста убијања:

## Убиство себе
- Самоубиство, намерно изазивање сопствене смрти.
  - Алтруистичко самоубиство, самоубиство у корист других.
  - Аутоцид, самоубиство у судару аутомобила.
  - Медицид, самоубиство извршено уз помоћ лекара.
  - Убиство-самоубиство, самоубиство извршено непосредно након једног или више убистава.
  - Самоспаљивање, самоубиство ватром, често као облик протеста.
  - Самоубиство од стране полицајца, делујући на претећи начин како би изазвало смртоносну реакцију органа за спровођење закона.

## Убиство других људи
Све ово се сматра врстама убистава.

### Убиство породице
- Авункулицид – чин убиства стрица/ујака (лат. avunculus - "(ујак").
- Геронтицид – напуштање старих људи да умру, да умру самоубиством или буду убијени.
- Инфантицид – чин убиства детета у првој години његовог живота.
- Маритицид – чин убиства супруга (лат. maritus - „муж”).
- Матрицид – чин убиства мајке (лат. mater - „мајка“).
- Неонатицид – чин убијања новорођенчета у прва двадесет четири сата или месеца (зависи од појединца и надлежности) његовог живота.
- Непотицид – чин убиства нећака/нећакиње.
- Парицид – убиство мајке, оца или другог блиског рођака.
- Патрицид – чин убиства оца (лат. pater - „отац“).
- Пролицид – чин убијања сопствене деце.
- Сеницид – убијање старијих чланова породице када више не могу да раде или су постали терет (лат. senex - "старац").
- Сиблицид – убиство одојчади од стране њихових блиских рођака (потпуне или полубраће и полусестара).
- Сорорицид – чин убиства сестре (лат. soror -  "сестра").
- Убиство из части – чин убиства члана породице за који се сматра да је донео срамоту породици.
- Уксорицид – чин убиство супруге ( лат. uxor - "жена").
- Фамилицид – је убиство са више жртава у којем су убијени супружник и деца убице (лат. familia -"породица").
- Филицид – чин родитеља који убија своје дете (лат. filius - "син" и лат. filia - „ћерка“).
- Фратрицид – чин убиства брата (лат. frater - "брат"); такође, у војном контексту, смрт од пријатељске ватре.

### Убијање других
- Амицид – чин убиства пријатеља (лат. amicus - „пријатељ“).
- Андроцид – систематско убијање мушкараца.
- Атентат – чин убиства истакнуте личности из политичких, верских или монетарних разлога.
- Вансудско погубљење – убијање од стране владиних снага без одговарајућег поступка.
- Војни губитак – смрт (или повреда) у рату.
- Гендерцид – систематско убијање припадника одређеног пола или рода.
- Геноцид – систематско истребљење читаве националне, расне, верске или етничке групе.
- Демоцид или популицид – убиство било које особе или народа од стране владе.
- Еутаназија или убијање из милосрђа – убијање било ког бића са саосећајним расуђивањем; нпр. значајне повреде или болести.
- Жртвовање људи – убиство човека из жртвених, често религиозних разлога.
- Колатерална штета – смртни случајеви током рата услед непрецизног или погрешног циљања или пријатељске ватре.
- Ксеноцид – геноцид над читавом страном врстом. Често се користи у научној фантастици, а један од познатих примера је роман Ксеноцид Орсона Скота Карда.
- Омницид – чин убијања свих људи, да би се створило намерно изумирање људске врсте (лат. omni - „сви“).
- Оправдано убиство – одбрана од кривог убиства (кривично убиство или убиство из нехата).
- Педицид – чин убијања деце.
- Побачај – убијање ембриона или фетуса.
- Покољ, масовно убиство или масовно убијање – убиство многих људи.
- Смртна казна – судско убиство људског бића за злочине.
- Тешко убиство – злонамерно и противправно убиство човека од стране другог човека.
- Убиство из нехата – убиство, али под олакшавајућим околностима.
- Familiaricide in commutatione eius possessio – чин убиства породице због њихове имовине и/или имања (од лат. familiaris - "домаћинства"; in commutatione eius - "у замену за"; и possessio - „посед или имовина“).
- Фемицид, гинецид или гиноцид – систематско убијање жена.
- Фрегинг - чин убиства колеге војника.
- Хомицид – чин убиства особе (лат. homo - „човек“).
- Сеницид или геронтицид – чин убиства старије особе.
- Циљано убијање – облик атентата који спроводе владе против својих наводних непријатеља.

### Убиство надређених
- Деицид – убијање бога, божанског бића или божанства.
- Магницид – убијање велике политичке личности.[1]
- Папицид – убиство папе (старогрчки: παππας - „отац“).[2]
- Регицид – убијање владара, краља/краљице (лат. rex, ген. regis - „краљ“).
- Тираницид - убијање тиранина.

## Убијање животиња, болести и штеточина
- Алгаецид – хемијски агенс који убија алге.
- Акарицид - хемијски агенс који убија гриње.
- Авицид – хемијски агенс који убија птице.
- Бактерицид - хемијски агенс који убија бактерије.
- Биоцид – хемијски агенс који убија широк спектар живих организама.
- Вермицид – средство које се користи за убијање паразитских цревних црва.
- Вируцид (такође вирицид) – агенс способан да уништи или инхибира вирусе.
- Вулпицид (такође вулпецид) – убијање лисице другим методама осим ловом на псе.
- Гермицид – агенс који убија клице, посебно патогене микроорганизме; средство за дезинфекцију.
- Инсектицид - средство које убија нежељене инсекте.
- Ларвицид (такође ларвацид) – инсектицид усмерен против животног стадијума ларве инсекта.
- Микробицид – агенс који се користи за убијање или смањење заразности микроорганизама.
- Митицид - хемикалија за убијање гриња.
- Немацид (такође нематицид, нематоцид) – хемикалија за искорењивање или убијање нематода.
- Паразитицид – општи термин који описује средство које се користи за уништавање паразита.
- Педикулицид - средство које убија вашке.
- Пестицид – општи термин који описује средство које се користи за уништавање или одбијање штеточина.
- Родентицид - агенс који убија глодаре (нарочито пацове и мишеве).
- Скабицид – хемијско средство за убијање шуге.
- Спермицид – контрацептивно средство које чини сперму инертном и спречава оплодњу.
- Тенијацид (такође таенијацид, теницид) – хемијски агенс који убија тракасте црве.
- Териоцид – чин убијања животиње од стране човека (старогрчки: терион - „дивља животиња, звер“).
- Фунгицид – хемијски агенси или биолошки организми који се користе да убију или инхибирају гљивице или споре гљивица.
- Хербицид – средство које убија нежељене биљке, средство за убијање корова.

## Убијање нематеријалних или неживих ствари
- Екоцид – уништавање природне средине таквом активношћу као што је рат, прекомерна експлоатација ресурса или загађење.
- Лингуицид – намерно изазивање смрти језика.
- Епистемицид – систематско истребљење читавог система знања или интелектуалног наслеђа групе, друштва или народа.
- Мундицид – уништење планете (мундус је латинска реч за „свет“).
- Урбицид – уништавање града или гушење урбанизације (урбс је латинска реч за „град“).
- Фамацид, клевета – убијање туђег угледа.